# All That Must Be
All That Must Be es el segundo álbum de estudio del músico y productor inglés George FitzGerald. Fue publicado el 9 de marzo de 2018, bajo los sellos  17 de febrero de 2023 por el sello Double Six Records y Domino Recording Company.

## Lista de canciones
| N.º | Título                                                    | Duración |  |
| 1.  | «Two Moons Under»                                         | 5:01     |  |
| 2.  | «Frieda»                                                  | 5:30     |  |
| 3.  | «Burns»                                                   | 4:13     |  |
| 4.  | «Roll Back»                                               | 3:28     |  |
| 5.  | «Siren Calls»                                             | 4:00     |  |
| 6.  | «Nobody But You» (featuring Hudson Scott, Duncan Tootill) | 4:51     |  |
| 7.  | «Outgrown» (con Simon Green)                              | 6:05     |  |
| 8.  | «Half-Light» (featuring Oliver Bayston)                   | 3:13     |  |
| 9.  | «The Echo Forgets» (con Lou Rhodes, Duncan Tootill)       | 4:52     |  |
| 10. | «Passing Trains»                                          | 3:13     |  |

## Posicionamiento en listas
| Listado                             | Posición |
| ----------------------------------- | -------- |
| Bélgica (Ultratop flamenca)         | 126      |
| Escocia (Scottish Albums Chart)     | 94       |
| Reino Unido (UK Albums Chart)       | 86       |
| Reino Unido (UK Dance Albums)       | 2        |
| Reino Unido (UK Independent Albums) | 17       |